# Morocco Tennis Tour - Casablanca 2012
Il Morocco Tennis Tour - Casablanca 2012 è stato un torneo professionistico di tennis maschile giocato sulla terra vattuta. È stata la 2ª edizione del torneo che fa parte dell'ATP Challenger Tour nell'ambito dell'ATP Challenger Tour 2012. Si è giocato a Casablanca in Marocco dal 27 febbraio al 4 marzo 2012.

## Partecipanti

### Teste di serie
| Nazionalità | Giocatore               | Ranking* | Testa di serie |
| ----------- | ----------------------- | -------- | -------------- |
| Romania     | Adrian Ungur            | 101      | 1              |
| Slovacchia  | Martin Kližan           | 119      | 2              |
| Russia      | Evgenij Donskoj         | 138      | 3              |
| Spagna      | Daniel Muñoz de la Nava | 141      | 4              |
| Italia      | Matteo Viola            | 144      | 5              |
| Rep. Ceca   | Jan Hájek               | 146      | 6              |
| Spagna      | Pablo Carreño Busta     | 148      | 7              |
| Rep. Ceca   | Ivo Minář               | 159      | 8              |

- Ranking al 20 febbraio 2012.

### Altri partecipanti
Giocatori che hanno ricevuto una wild card:
- Yassine Idmbarek
- Mehdi Jdi
- Reda Karakhi
- Younes Rachidi

Giocatori passati dalle qualificazioni:
- Nicolas Devilder
- Marcin Gawron
- Sergio Gutierrez-Ferrol
- Matwé Middelkoop
- Alexandre Folie (Lucky loser)

## Campioni

### Singolare
Aljaž Bedene ha battuto in finale  Nicolas Devilder con il punteggio di 7–6(6), 7–6(4)

### Doppio
Walter Trusendi /  Matteo Viola hanno battuto in finale  Evgenij Donskoj /  Andrej Kuznecov con il punteggio di 1–6, 7–6(5), [10-3]